# Groby Królewskie
Groby Królewskie (gr. Τάφοι των Βασιλέων, ang. Tombs of the Kings) – duża starożytna nekropolia usytuowana na północny zachód od miasta Pafos na Cyprze; zabytek wpisany na Listę światowego dziedzictwa UNESCO. Niektóre z grobów reprezentują unikalną, monumentalną architekturę Cypru.
Kompleks składa się z około stu podziemnych grobowców, które wykuto w litej skale. Powstawały one pomiędzy IV w. p.n.e. a III w. n.e. (większa część z nich datowana jest na IV wiek przed Chrystusem). W niektórych z nich można znaleźć kolumny w stylu doryckim, na ścianach zachowały się również pozostałości fresków. Niektóre z grobowców służyły za schronienie pierwszym chrześcijanom. Grób nr 7 służył za kościół (skąd toponim palioklisia - stary kościół). Nekropolia uległa zaniedbaniu i dewastacji stając się źródłem kamienia budowlanego.
Obiekt badany był od XIX wieku. Pierwsze wykopaliska przeprowadzono w latach 1937-1951, ale pierwsze systematycznie prace archeologiczne rozpoczęły się w niej dopiero w 1977. 
Wbrew nazwie, w grobowcach nie spoczął żaden król. We wczesnym okresie hellenistycznym i romańskim chowano w nich pafijskich arystokratów i innych dostojników, między innymi namiestników zarządzających wyspą. Ich „królewskość” odnosi się głównie do ogromu całego kompleksu. Jedyny odnaleziony w okolicach Pafos grobowiec królewski znajduje się w Palepafos.
Wyróżnione został 3 główne typy grobów:
- proste groby indywidualne - o prostokątnym kształcie, nakryte prostokątnymi kamieniami
- komory grobowe z wejściami schodkowymi - w tym wielokomorowe, z rzeźbionymi loculi (pojemnikami grobowymi)
- monumentalne grobowce wielokomorowe - największe i najrozleglejsze, przypominające rozkładem domy okresu hellenistycznego; z ołtarzykami. Należą do nich:
  - grób nr 3 - z atrium z kolumnadą w stylu doryckim
  - grób nr 4 - z atrium z kolumnadą i pilastrami
  - grób nr 7 - z atrium z kolumnadą
  - grób nr 8 - z rzeźbionym głazem otoczonym korytarzem i doryckim architrawem

Powstanie podziemnej nekropoli przypisane zostało podbojowi Cypru przez ptolemejski Egipt na początku III wieku p.n.e. Panowały tam podobne obyczaje, a najbliższe zbliżone groby znajdują się w Aleksandrii. Wiele elementów dekoracyjnych i architektonicznych znajduje swoje odzwierciedlenie w nekropoliach w Grecji i Egipcie.
Poza Pafos pojedyncze podobne groby znaleziono dotąd jedynie w pobliskim Anavargos i Peja-Meletis, a dalej: we Flamudi (Cypr Północny).

## Galeria

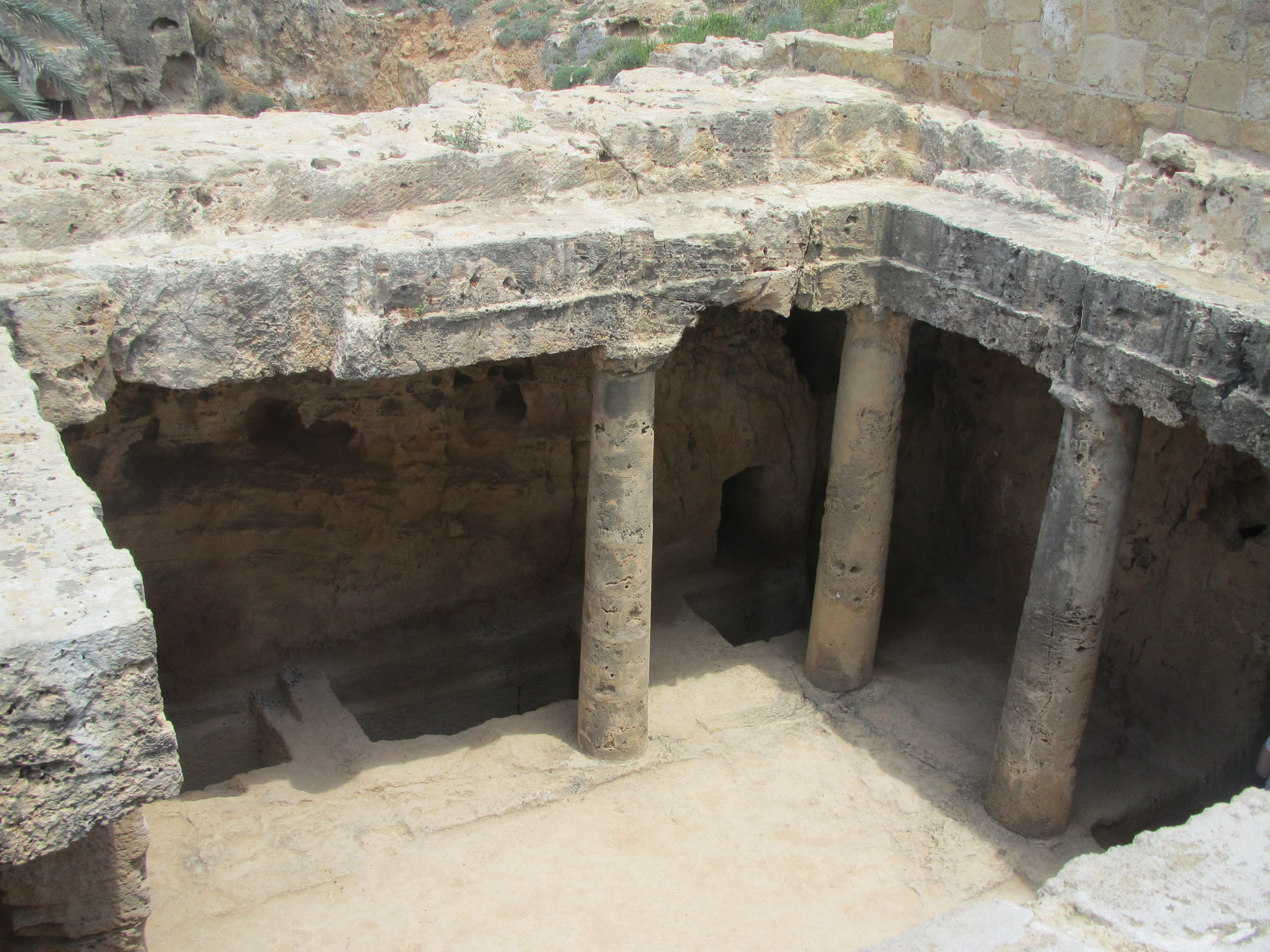
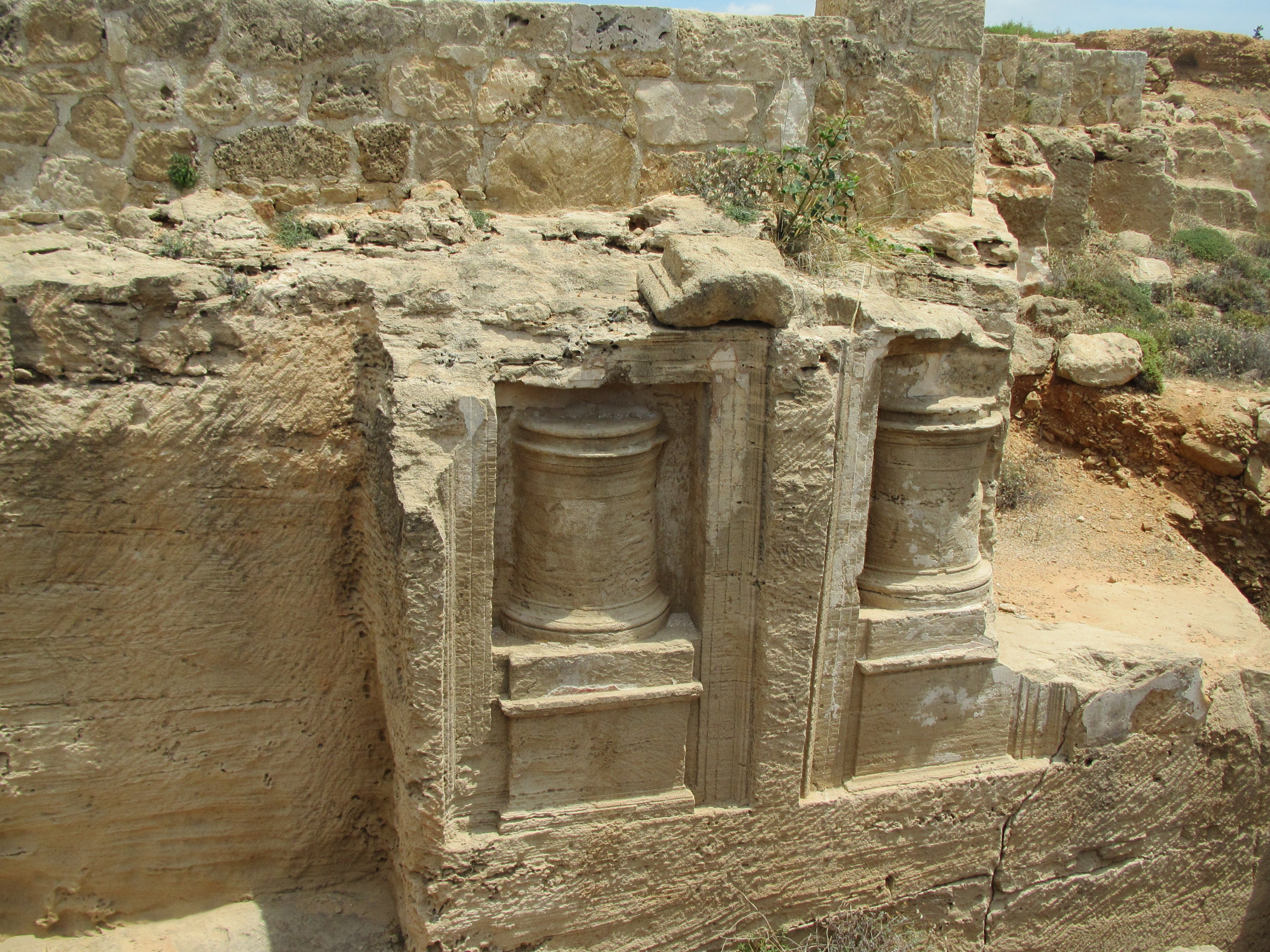
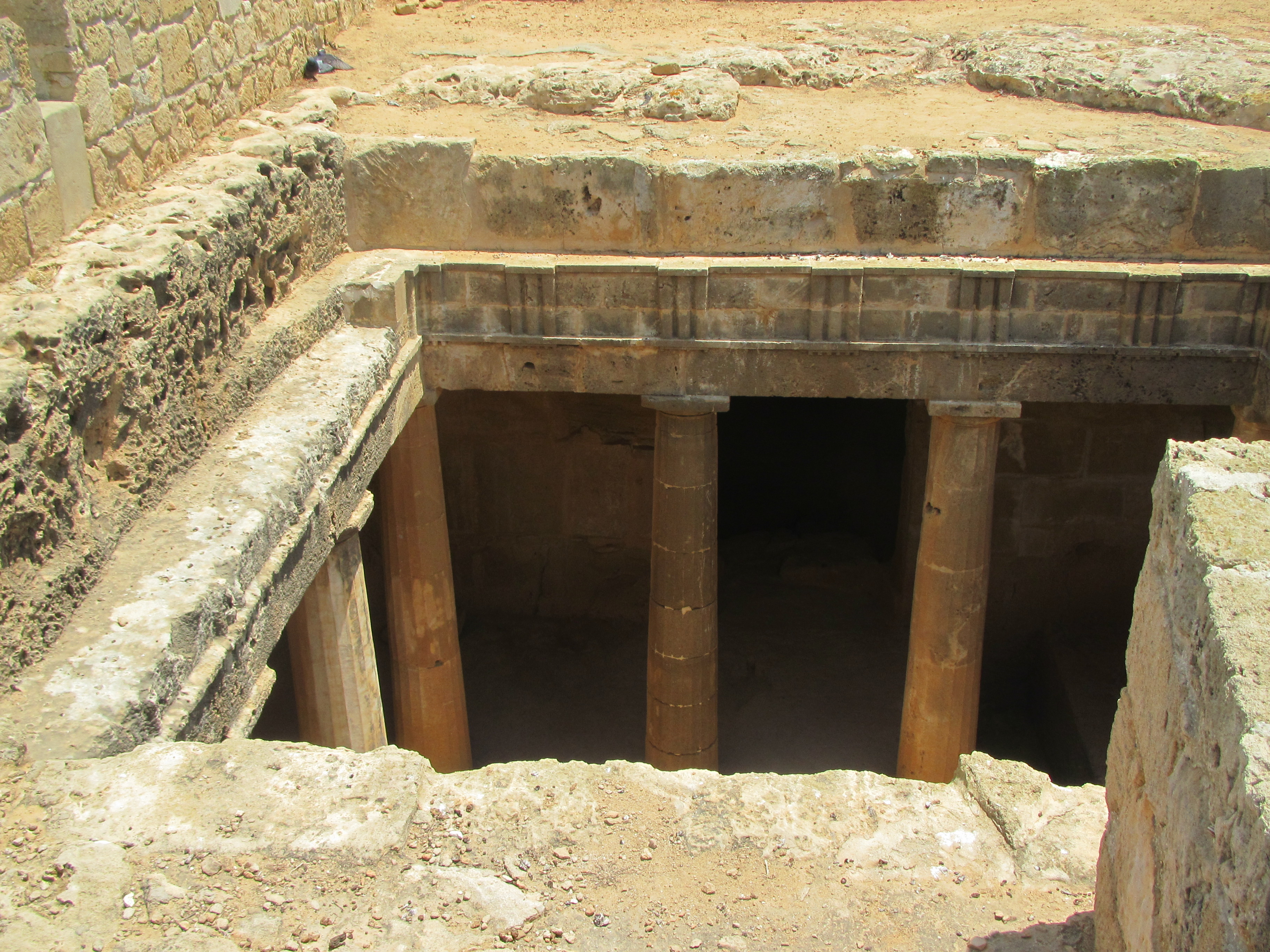
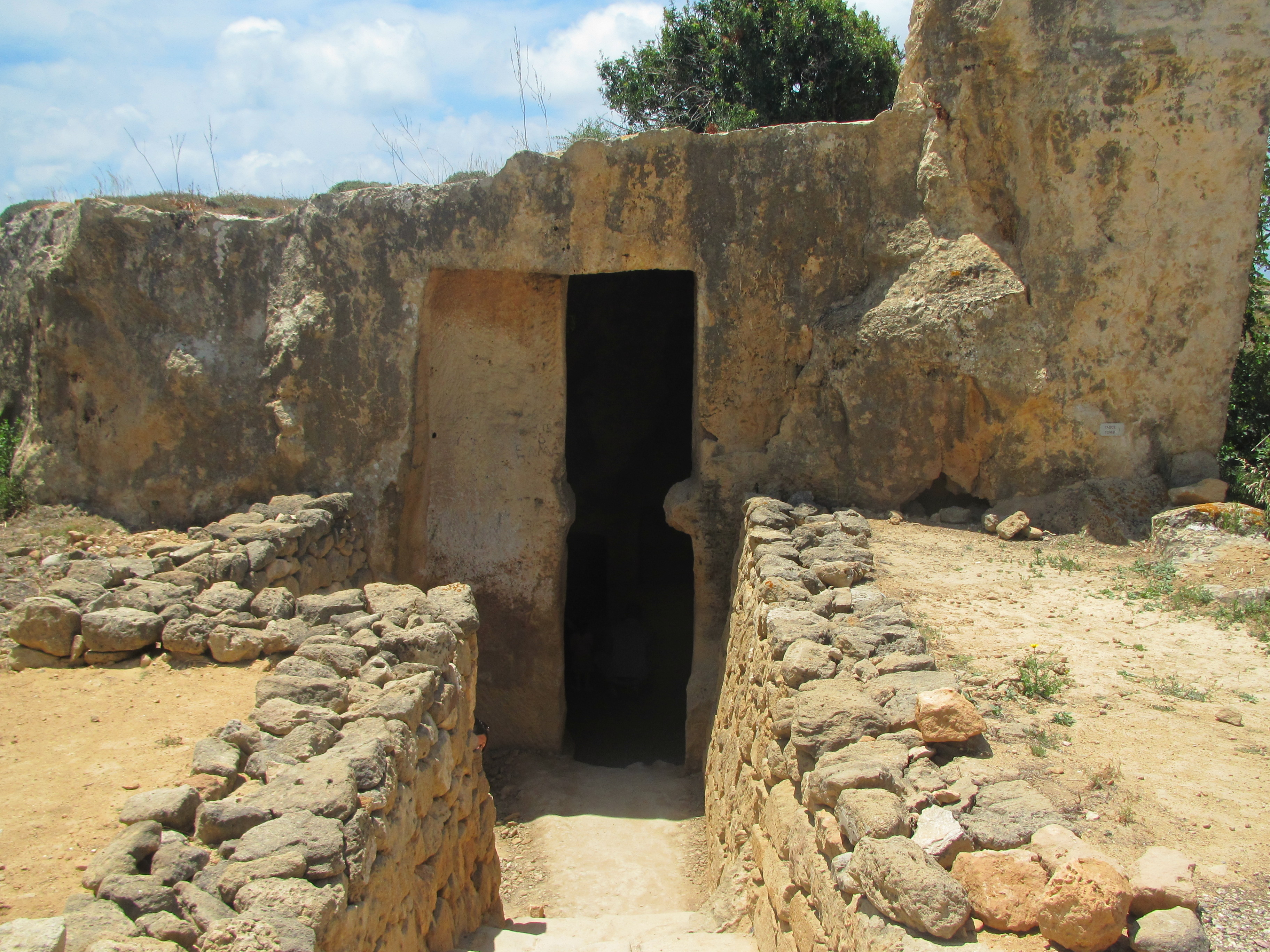
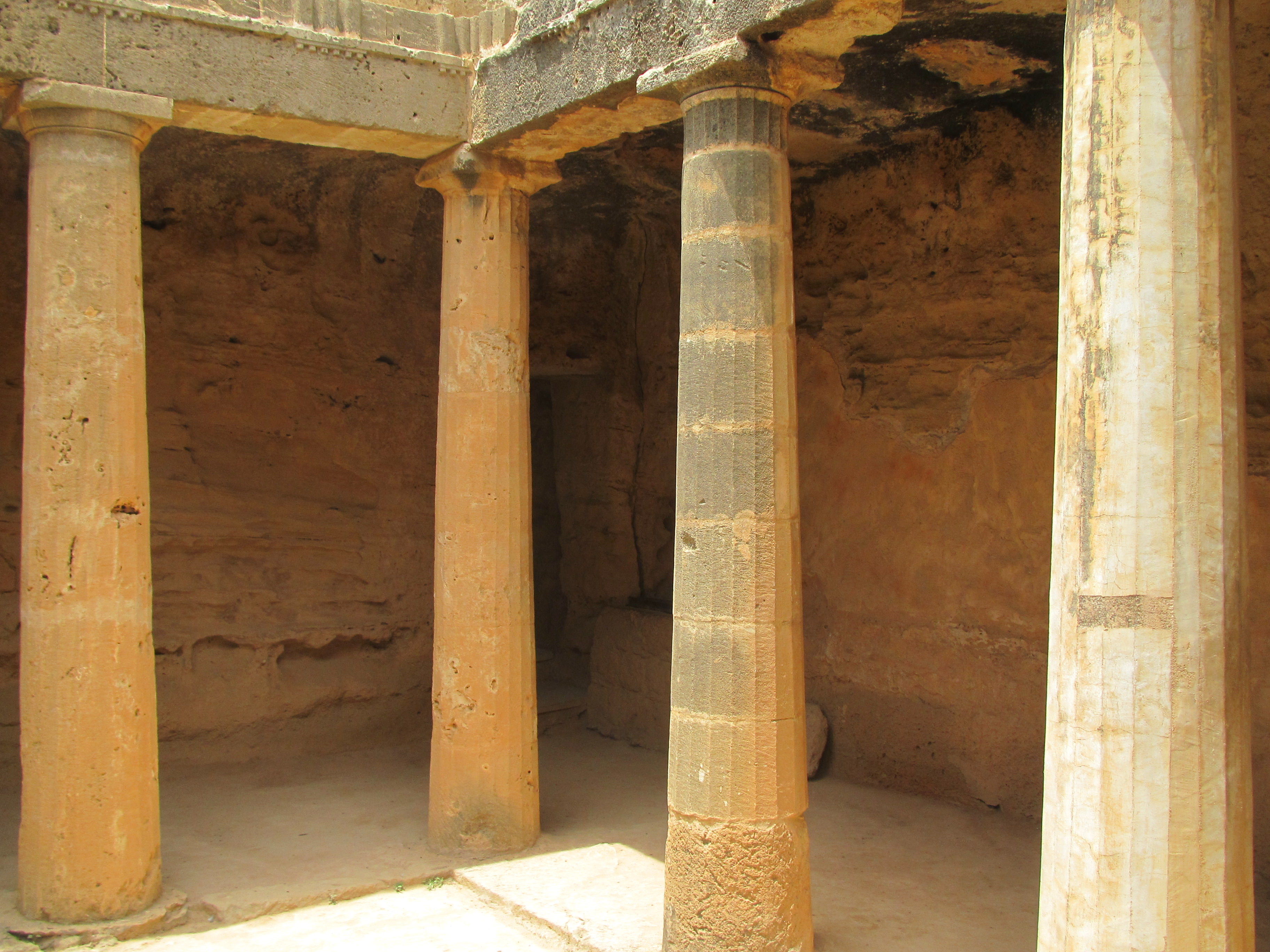
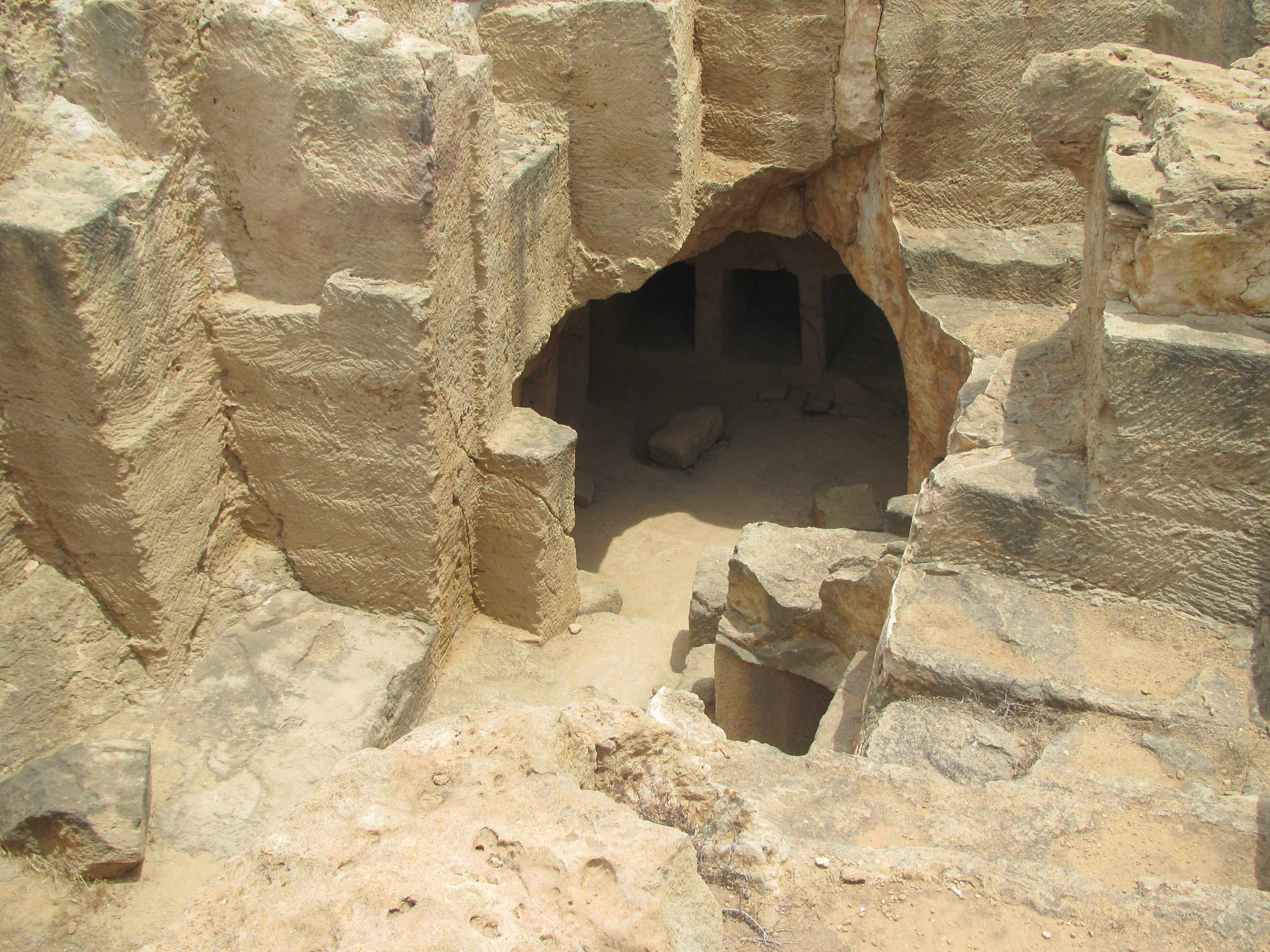